# Bundesstraße 274
Pour les articles homonymes, voir Route 274.
La Bundesstraße 274 est une Bundesstraße du Land de Rhénanie-Palatinat.

## Géographie
La Bundesstraße 274 mène du Rhin moyen aux plateaux de l'Hintertaunus, dans la vallée de l'Aar.
Elle contourne Nastätten.

## Histoire
À l'origine, la Bundesstrasse 274 traversait Nastätten et Buch directement jusqu'à Holzhausen an der Haide. Plus tard, elle est déplacée sur une route qui contourne les deux endroits au sud, qui rejoint la B 260 à un rond-point, que la B 274 suit maintenant sur une courte distance jusqu'à Holzhausen, où elle bifurque à nouveau et continue son chemin vers Katzenelnbogen.
L'ancienne route par Buch est déclassée en Kreisstraße. Dans la ville de Buch, elle porte encore comme nom de rue Bundesstraße.

## Source
- (de) Cet article est partiellement ou en totalité issu de l’article de Wikipédia en allemand intitulé « Bundesstraße 274 » (voir la liste des auteurs).

1. ↑  (de) « Die Bundes- und Reichsstraßen in Deutschland - Nr. 166 bis 327 » [archive du 18 février 2009], sur home.arcor.de (consulté le 16 juillet 2025)